# 姚友仲
姚友仲（？—1127年1月9日），北宋末年軍事人物，名將姚兕之孫，姚古之子。

## 靖康之變

### 獻策請戰
金軍初至開封城下，友仲曾與諸將商議應遣五萬精兵出城，趁金軍立足未穩時攻其不備，給予迎頭痛擊，然欽宗不許。

### 力戰守城
靖康丙午仲冬，金軍再次包圍汴京，第二次開封圍城戰開始（詳見靖康之變），統制姚友仲奉命領右中三軍備戰。
閏十一月三日（1126年12月18日），金軍急攻通津門，友仲領軍一千餘人前往支援，於城下斬殺眾多金兵。初七（1126年12月22日）晚上，殿帥王宗楚領軍千餘人下城和金軍交戰，友仲親自領軍於南拐子城上以弓弩、砲石支援。初九（1126年12月24日）早上，宣化門告急，友仲領兵前往守御，見金人正於護城河上搭橋，遂選神射手上城，並在一日內搭建床子弩和九牛弩數座，使金軍在十日內不能前進寸步。
閏十一月十九日（1127年1月3日）夜，金人一夜之間安砲五千餘座，並於二十一日（1127年1月5日）登宣化門，姚友仲親領數十人上城應戰，殺數人退敵。二十三日（1127年1月7日），友仲派遣部將張宗顏、閻維、段永年等領三百人敢死隊以斧頭摧毀七座洞子，金人敗走。二十四日（1127年1月8日），金人火燒三座城樓，因為火勢兇猛不可接近，守城士兵不敢上前救火，故而導致金人再度登城，友仲見狀，親自持劍率守御的官軍救火，並潑灑煉金汁拒敵，金人遂退。

### 城破人亡
二十五日（1127年1月9日）早上，開封城降下大風雪，郭京領六甲神兵出宣化門和金人作戰，不敵。金軍見宣化門守備鬆懈，遂再次登城，守城官軍潰散，開封城破。姚友仲稍晚於城南被民眾圍毆致死，腦漿四溢，骨肉四散，死狀悽慘，家產也被亂民劫掠一空。。

## 評價
石茂良所撰之《避戎夜話》給姚友仲的評價是：「友仲，將種也，三世忠孝，聲聞滿於夷夏。自守御以來，夙夜勤勞，食息不暇，在諸將中尤無負於朝廷者，今反被禍若此。」

### 引用
1. ↑  《避戎夜話》：人至城下，姚友仲與諸將議，計之便，幸其遠來，賊眾必疲，行列未成，若選五萬精兵出四門，分為十頭項，乘勢而擊，出其不意，攻其無備，眾必潰亂，有可破之理。過此，則日復一日，賊勢愈盛，援兵不至，士氣阻喪，雖悔無及矣。
2. ↑  《避戎夜話》：閏十一月三日，賊攻通津門甚急，友仲帶領軍將、副部、隊將，子弟效用一千餘人，往通津門救護，軍兵下城接戰，殺傷甚眾。
3. ↑  《避戎夜話》：初七日晚，殿帥王宗楚帶領衙兵一千餘人下城，與賊接戰，高師旦死之。是夜，友仲正策應南拐子城，賊交鋒正在北拐子城下。躬率將校施放弓弩，監督炮石，凡數陣皆為炮箭所臨。
4. ↑  《避戎夜話》：初九，日，到宣化門，護龍河。
5. ↑  《宋史/卷023欽宗本紀》：金人攻宣化門，姚友仲禦之。
6. ↑  《避戎夜話》：友仲遣張宗顏、閻維、段永年領敢死兵三百人，血戰於城下，用純斧隊斫壞洞子七所，賊眾敗走。
7. ↑  《避戎夜話》：友仲二十五日晚於南城為軍民所毆打至死，肝腦塗地，委填溝壑。骨肉星散，不知所在，家貲劫掠掃地，痛哉！天不祐善人如此。
8. ↑  《宋史/卷023欽宗本紀》：丙辰，妖人郭京用六甲法，盡令守禦人下城，大啟宣化門出攻金人，兵大敗。京託言下城作法，引餘兵遁去。金兵登城，眾皆披靡。金人焚南薰諸門。姚仲友死於亂兵。